# Gea (revija)
Gea je slovenska poljudnoznanstvena revija za vso družino, ki jo Mladinska knjiga izdaja od septembra 1990. 
Izide vsako prvo sredo v mesecu. Odgovorna urednica je Urša Jurak Kuzman, nekdanja urednica rubrike Kult časopisa Delo.
Gea je naslednica revije Pionir. Ogrodje in osnovni moto revije (odkrivanje neznanega in znanega sveta) sta ostala, dodali pa so ji veliko novosti. Staro ime so opustili zaradi povezave s pionirji. Z leti se je revija Pionir tudi spreminjala v poljudnoznanstveno revijo, ki ni bila več namenjena zgolj učencem osnovne šole, temveč tudi ostalim, ki jih to področje zanima. 

### Vsebina
V njej so potopisi in reportaže ter članki s področja naravoslovja, družboslovja, umetnosti, kulture in športa. Tema meseca je najobsežnejša rubrika in podrobno obdela eno izmed področij. V vsaki številki je tudi rubrika Živa znanost z zanimivostmi in novostmi iz področja znanosti. Predstavitev Zemlje se najde v rubriki Zemlja iz prve roke. Napisanih je tudi veliko člankov o Sloveniji in njenih naravnih, kulturnih, arheoloških in drugih značilnostih. 